# Арієшу-де-Кимп
Арієшу-де-Кимп (рум. Arieșu de Câmp) — село у повіті Марамуреш в Румунії. Входить до складу комуни Ардусат.
Село розташоване на відстані 412 км на північний захід від Бухареста, 14 км на захід від Бая-Маре, 97 км на північ від Клуж-Напоки.

## Населення
За даними перепису населення 2002 року у селі проживали 278 осіб, усі — румуни. Усі жителі села рідною мовою назвали румунську.